# Mjölk
Mjölk är en vätska som produceras av däggdjurshonors mjölkkörtlar. Den är den primära näringen till deras ungar innan de kan tillgodogöra sig annan föda. Termen avser oftast mjölk från kor, men denna kan även benämnas komjölk för att särskilja den från andra sorters mjölk; människans mjölk brukar kallas bröstmjölk.
Enligt en dom i EU-domstolen får – med några få undantag – enbart mjölk från däggdjur marknadsföras som mjölk.

## Etymologi
Ordet mjölk är belagt i svenska språket sedan slutet av 1200-talet. Ordet är germanskt och besläktat med motsvarande ord i iriska och andra indoeuropeiska språk.
I svenskans germanska systerspråk finns stavningar som melk (bokmål och nederländska), mælk (danska), mjólk (isländska och färöiska), Milch (tyska) och milk (engelska). Även ukrainskans och ryskans молоко (moloko) är systerord till samma indoeuropeiska rot.
Latinets lactum har i dotterspråken lett till spanskans leche, portugisiskans leite, katalanskans llet, franskans lait, italienskans latte och rumänskans lapte, liksom grekiskans Γάλα (gála) och bretonskans laech. Dessa ord har en någon annan etymologisk samhörighet. Inte heller många ord för att mjölka (jämför emulgera med latinskt ursprung) kan trots ljudlikheter säkert förklaras som släkt med svenskans mjölk.

## Olika ursprung

### Från kor
För att kon ska producera mjölk måste den föda en kalv, vanligtvis en kalv per år. Korna mjölkas i cirka 10 månader innan de sinläggs två månader innan nästa kalvning. Dräktighet hos mjölkproducerande kor åstadkoms numera oftast genom insemination, medan man för kött- och dikor fortfarande mest använder tjur.

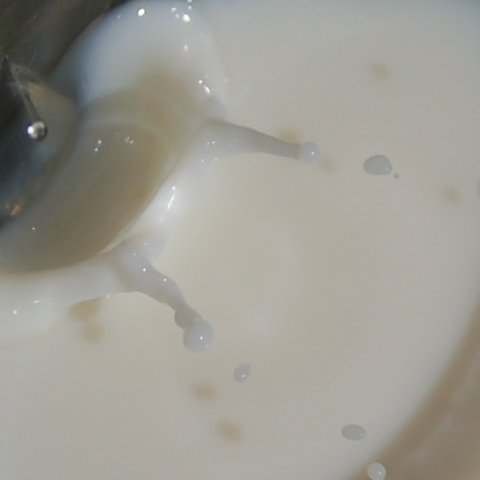
Mjölkdroppar.

Kalven ges ibland mjölkersättning, antingen direkt eller efter en viss tid, för att mjölken från kon ska kunna tas om hand tidigare. Det gäller ej råmjölken, som ges till kalven för att ge kalven ett immunförsvar innan den har ett eget försvar. Råmjölken stelnar mycket snabbare än vanlig mjölk, så den får inte gå med i den vanliga mjölken när den skickas till mejeriet och pastöriseras. Råmjölken är eftertraktad vid tillverkning av kalvdans.
Efter ett tag vänjs kalven av vid att dricka mjölk, och övergår till att äta vanligt foder som hö, ensilage och kraftfoder. Hos köttdjur tas mjölken inte om hand, utan kalven går vanligen kvar hos kon i ett halvår, innan kalven avvänjs för att livnära sig på gräs.

### Från andra djurarter
Komjölk är den vanligaste typen av konsumtionsmjölk med 83 procent av världsproduktionen, men mjölk från flera andra djurarter förekommer. FAO redovisar att vattenbuffel, get, får och kamel står för noterbara mängder av världens mjölkproduktion. I Sverige har företaget Moose Garden producerat älgmjölk.
Mänsklig mjölk – bröstmjölk – används som den första födan för det nyfödda människobarnet. Den är anpassad för spädbarnets konsumtion och saluförs inte allmänt. Dock kan nyblivna mödrar utan tillräcklig egen mjölkproduktion köpa pastöriserad bröstmjölk som donerats via en mjölkbank.

### Växtbaserade alternativ
Ordet mjölk användes redan i fornsvenskan för diverse genomskinlig vätska; jämför avledningen mjölke. Även användningen av mjölk för diverse vegetabiliska produkter är gammal, och Svenska Akademiens ordbok har ett belägg för "mandelmjölk" från 1540.
Under senare år har försäljningen av vegetabiliska alternativ ökat. Enligt dom från EU-domstolen får dock enbart mjölk och mjölkprodukter som kommer från däggdjur kallas mjölk i marknadsföringen av en produkt.

## Innehåll
Djurmjölk och livsmedel baserade på denna – mejerivaror – består främst av vatten samt kolhydrater (i form av laktos), protein och fett. Fettet består till en tredjedel av omättade fettsyror och till två tredjedelar mättade fettsyror.
Mjölk innehåller också andra viktiga näringsämnen, som vitaminerna A, B1, B2, B3, B6 och B12 samt kalcium, fosfor, jod, kalium, magnesium, zink och selen. I Sverige D-vitamin-berikas också all konsumtionsmjölk med fetthalt upp till 3 procent samt flera mjölkprodukter.

## Produktion

### Världsproduktion
| Topp-producenter av komjölk 2018 | Topp-producenter av komjölk 2018 |
| Land                             | Produktion (ton)                 |
| -------------------------------- | -------------------------------- |
| USA                              | 98 690 477                       |
| Indien                           | 89 833 590                       |
| Brasilien                        | 33 839 864                       |
| Tyskland                         | 33 064 833                       |
| Kina                             | 30 745 600                       |
| Ryssland                         | 30 345 525                       |
| Frankrike                        | 25 541 269                       |
| Nya Zeeland                      | 21 392 000                       |
| Turkiet                          | 20 036 877                       |
| Pakistan                         | 16 722 000                       |
| Storbritannien                   | 15 311 000                       |
| Polen                            | 14 171 153                       |
| Mexiko                           | 12 005 692                       |
| Italien                          | 11 944 450                       |
| Nederländerna                    | 10 634 163                       |
| Argentina                        | 10 526 600                       |
| Uzbekistan                       | 10 415 660                       |
| Ukraina                          | 10 064 000                       |

### Pastörisering
För att få saluföra mjölk (i bland annat Sverige) måste den pastöriseras. Därigenom reduceras mängden eventuella bakterier, till exempel EHEC, och risken för sjukdomar blir obetydlig. Pastöriseringen ökar också mjölkens livslängd men påverkar även dess smak. Smaken är beroende av mejeriets utrustning och tillvägagångssätt vid pastörisering tillsammans med mjölkens innehåll; detta skapar mjölkens alla egenskaper.
Vissa upplever att mjölken ibland kan ha en viss pappsmak, vilket med stor sannolikhet beror på att det skett en fettoxidation i mjölken. Högpastöriseras mjölken kommer mjölken förmodligen att oxideras ytterligare, dock utan att ytterligare förändra smaken åt "papphållet".
Skillnaden i oxidation mellan olika mejerier beror på vilken process mjölken genomgått. För att hindra oxidationen så mycket som möjligt används en skonsam process som huvudsakligen bestäms av hur man pumpar mjölken och vilken typ av pumpar som används. Det skonsamma processen är anpassad för att fettkulorna, som är till för att skydda fettet, inte skadas. Det är även viktigt att inte luft blandas in i mjölken vid till exempel pumpning. Oxidationssmak är också vanligare tidigt på våren innan korna släpps ut på bete. Det beror på att ensilaget eller grovfodret som korna då får har en lägre E-vitaminhalt, vilket leder till korna får i sig mindre E-vitamin; således blir det mindre E-vitamin i mjölken också. E-vitamin är en antioxidant som bidrar till att förhindra oxidationen.

### Mjölkproduktionens utveckling

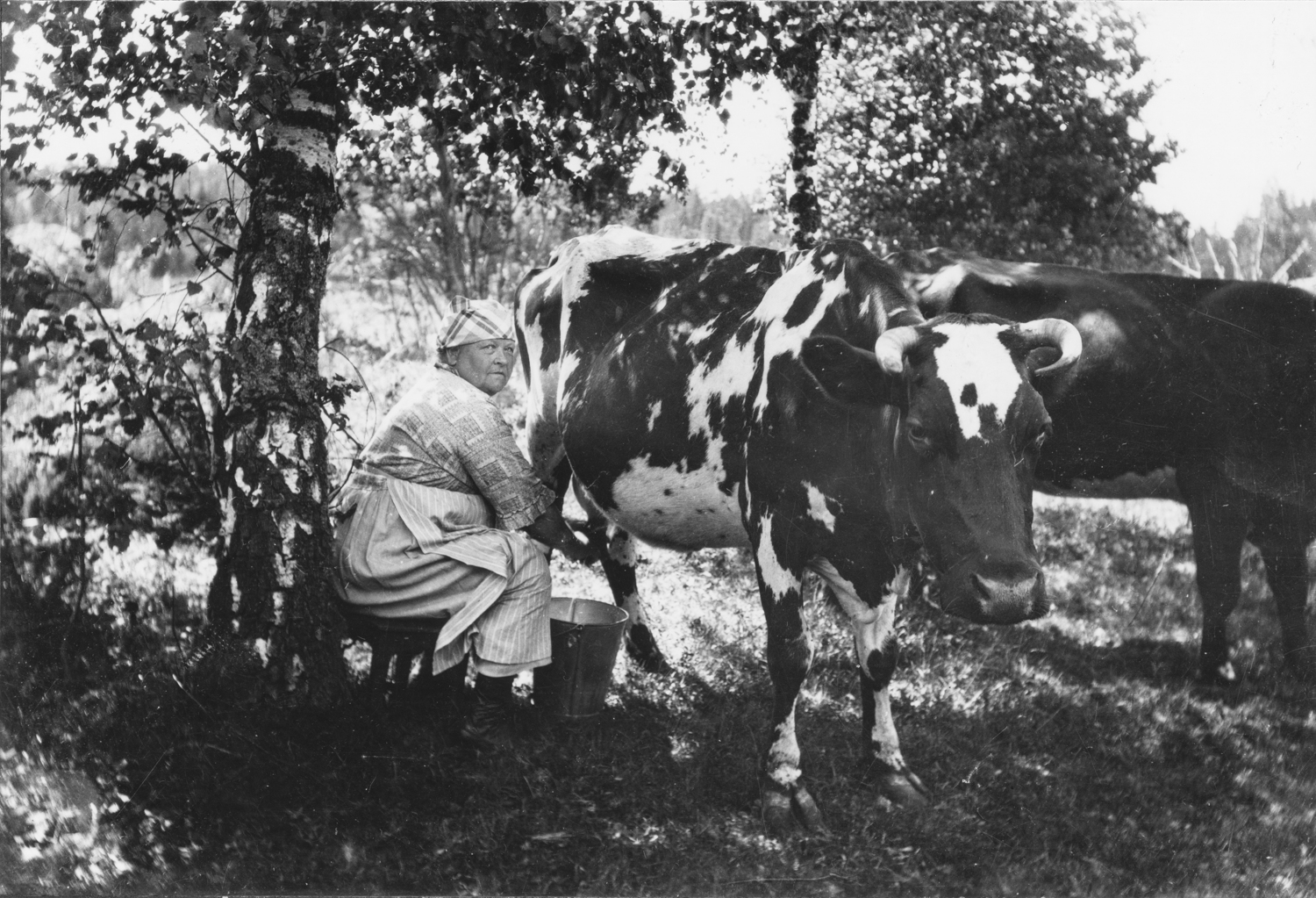
Kvinna mjölkar ko på en åker, cirka år 1930.

Kvinnliga arbetare i Bristorps mejeri, sent 1890-/tidigt 1900-tal.

#### Före den industriella revolutionen
Före den industriella revolutionen skedde mjölkproduktion begränsat och lokalt. Endast vissa hållbara mjölkprodukter som ost och bakteriekulturer för filmjölk kunde exporteras längre sträckor. Färsk mjölk producerades på landsbygden för hushållsbehov och för egen vidareförädling, medan de i städerna var vanligt att det fanns kor innanför eller strax utanför stadsgränsen. 
Eftersom mjölken inte kunde kylas ned och pastörisering var okänt, skedde ibland salmonellautbrott orsakade av mjölk. Även tuberkulos kunde orsakas av att man drack mjölk. Därför kallades mjölken även för "det vita giftet". Eftersom korna sinade på vintern, hänvisades konsumenterna till raffinerade, hållbara mjölkprodukter. I princip all mjölk användes till att kärna smör och göra ost. 

#### Industrialiserad mjölkproduktion
Pastörisering och kylteknik gjorde att man kunde skapa nya förutsättningar för mjölkproduktionen, och att även ren oförädlad mjölk kunde säljas. Fortfarande var produktionen begränsad av transporttider och avstånd, men lantbruk i närheten av större städer kunde gå över till mjölkproduktion och sälja det in till städerna.
Detta gjorde att det vid sekelskiftet 1900 fanns mejerier i så gott som varenda stad i länder som Sverige. Ofta drevs dessa i form av jordbrukskooperativ, med mjölkbönderna själva som delägare.

#### Svensk mejerinäring och statistik

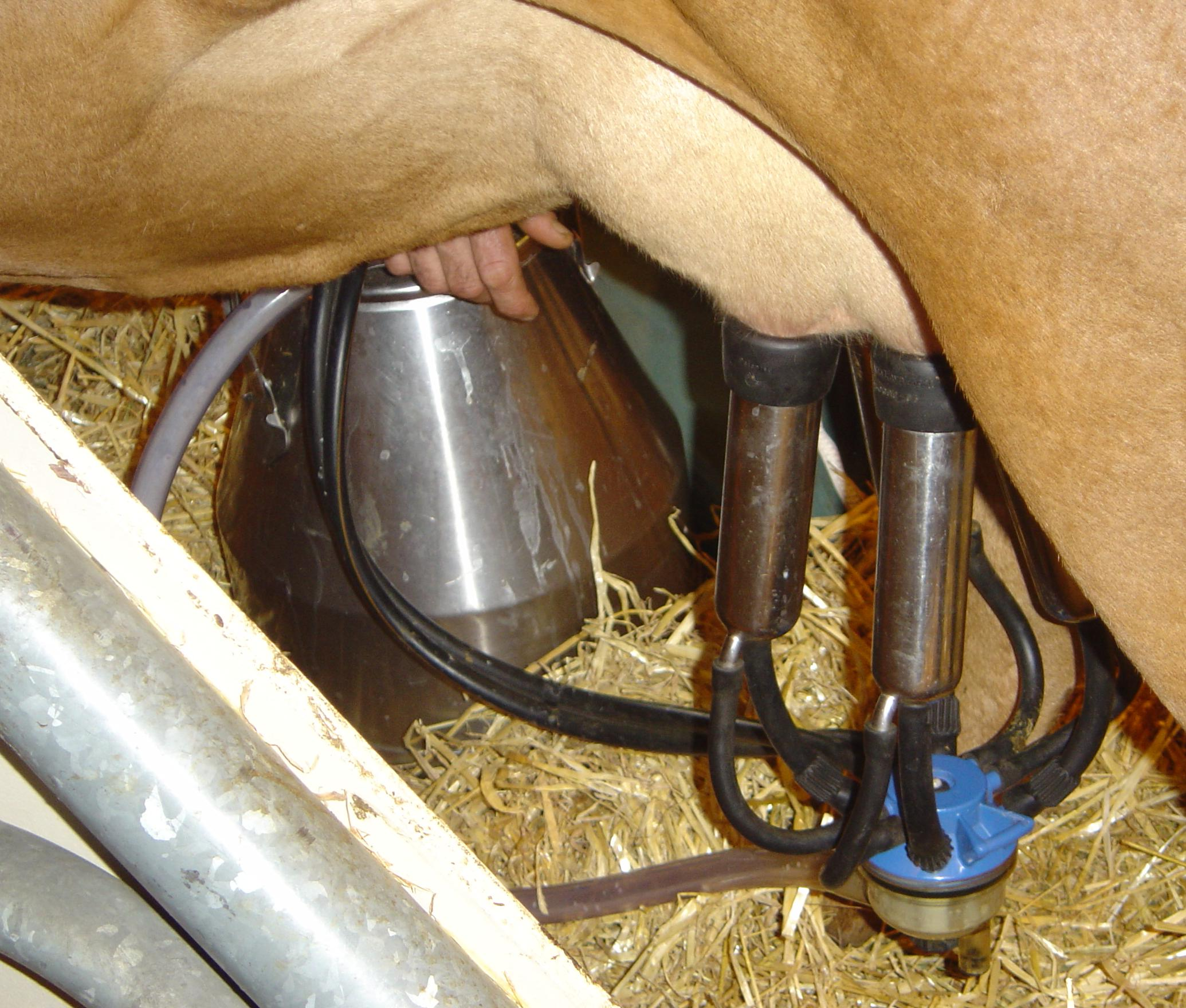
Mjölkmaskin som mjölkar en ko.

I Sverige blev mjölkindustrin under 1900-talet framgångsrik, på grund av de nya industriella metoderna för pastörisering och förpackning. En aggressiv marknadsföring av mjölken som ett modernt alternativ till andra måltidsdrycker utfördes av framförallt mejeriernas lobbyorganisation, den svenska mjölkpropagandan. Detta lade grunden för en fortsatt stor mjölkkonsumtion i Sverige. Under 1900-talet har nya tekniska framsteg kombinerat med nya transportmöjligheter och liknande betytt en drastisk minskning av antalet mejerier, och mjölkproduktionen har därmed centraliserats. Även mjölkbönderna har minskat betydligt, och i januari 2008 fanns det 6 880 av dem i Sverige.

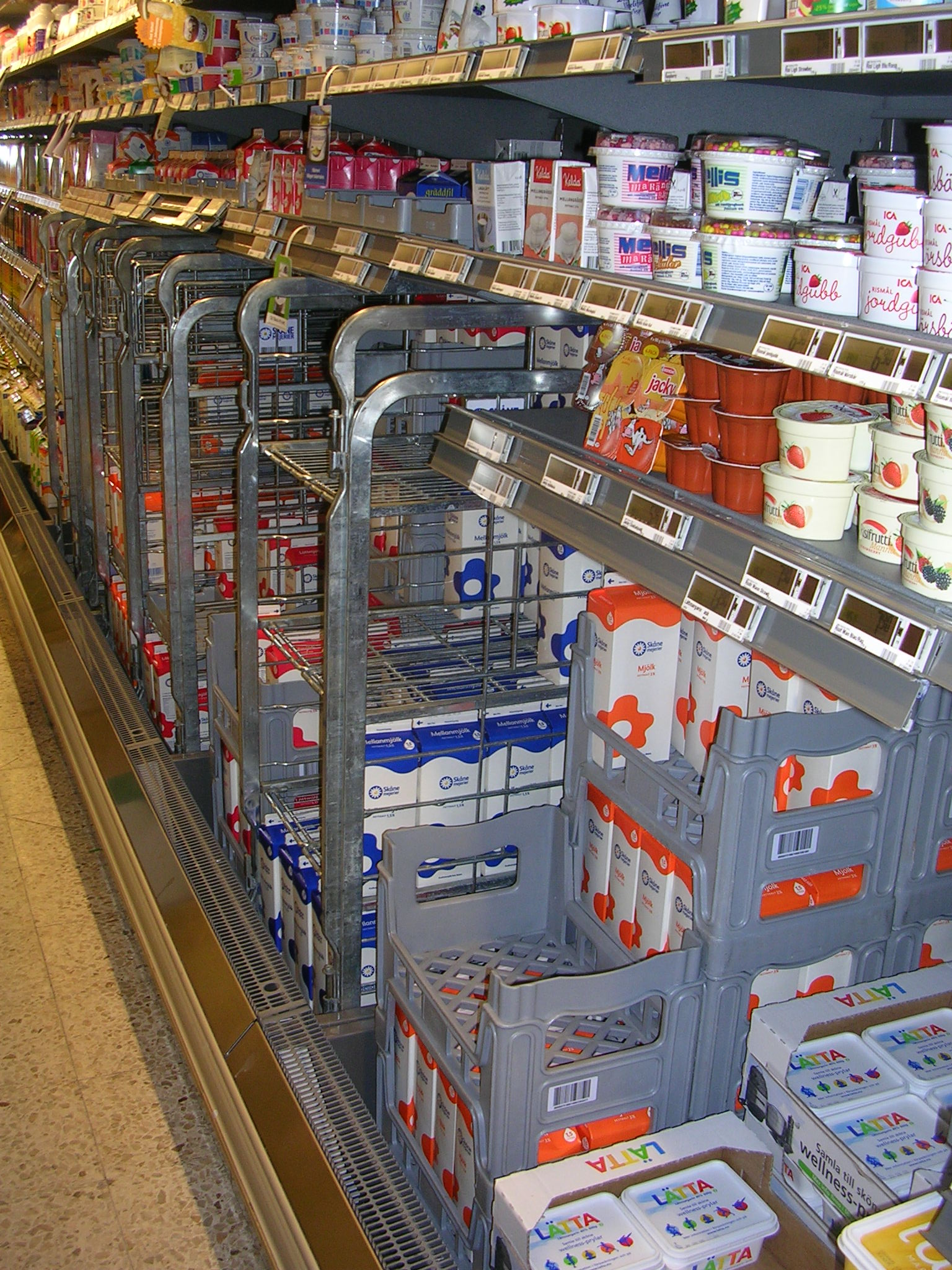
Mejerikyl med mjölkprodukter som exempelvis mjölk, smör och grädde i en affär i Skåne.

Kvantiteten mjölk som vägts in vid mejerierna i Sverige har minskat från en toppnotering på 3 923 000 ton vid slutet av 1940-talet till 2 862 000 ton år 2010. Den totala mjölkproduktionen var betydligt större än den invägda volymen under 1940- och 1950-talen, men skillnaden har sedan dess blivit obetydlig.
Branschorganisationen Svensk Mjölk ersattes efter 2013 av LRF Mjölk. Denna arbetar på uppdrag av de svenska mjölkbönderna, mejeriföretagen och husdjursföreningarna i Sverige.
På Jordbruksverkets webbplats publiceras månatligen statistik om mjölkproduktionen i Sverige, i det Statistiska meddelandet om animalieproduktion. I Eurostats databas publiceras statistik om mjölkproduktionen i Europa, under kategorin Agriculture och underkategorin Agricultural products. I FAO:s databas publiceras statistik om mjölkproduktionen i världen, under kategorin Production och underkategorin Livestock Primary.

## Mjölk som livsmedel

### Laktosintolerans och mjölkkonsumtion
Historiskt utvecklar människan laktosintolerans i vuxen ålder, antagligen för att vänja henne av med att dia (hos naturfolk kan barnen ammas upp till fem års ålder). När den europeiska människan under stenåldern blev bofast och började idka boskapsskötsel, gjorde bristen på näringsämnen djurmjölk till en viktig berikning av kosten. Vid samma tid spreds en mutation bland människorna i Europa som möjliggjorde att de kunde spjälka laktosen – mjölksockret.
I andra områden i världen är laktosintolerans mycket vanligt och yttrar sig genom dålig mage vid ett intag av individuellt varierande mängder mjölkprodukter. Generellt har mjölk en avsevärt mindre prominent plats i kosten för vuxna i Afrika och Asien, även om det även där finns kulturer – till exempel massajer –som under lång tid använt sig av mjölkprodukter.

### Mejeribehandling

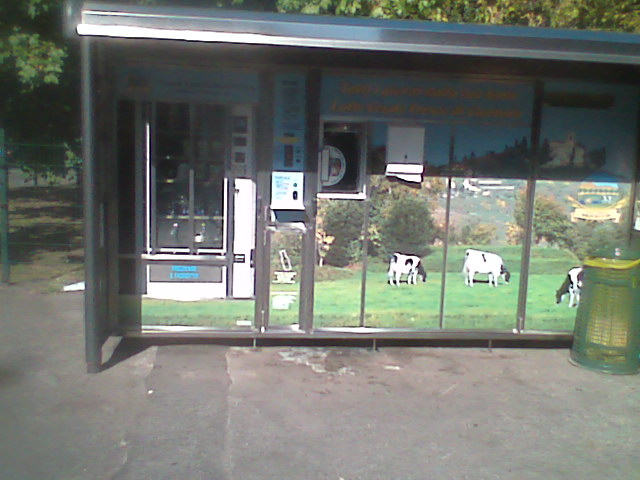
En varuautomat för mjölk i Italien

I västvärlden raffineras livsmedlet mjölk oftast på mejerier, en process som kan innebära separering, pastörisering, standardisering och homogenisering. Mjölk kan förädlas till filmjölk, yoghurt, smör, grädde, ost, messmör och kvarg.
Innan mjölken saluförs i butik, behandlas den i olika steg, för att få en produkt som är välkontrollerad och likadan året om:
- Separering, då grädden frånskiljs genom kraftig centrifugering. Kvar blir skummjölk.
- Kärning av grädde ger smör och kärnmjölk.[36]
- Standardisering, då en del av grädden åter tillsätts skummjölken för att få den önskade fetthalten i den färdiga mjölkprodukten, exempelvis standardmjölk, mellanmjölk och lättmjölk.
- Homogenisering, då mjölken under högt tryck pressas genom små munstycken så fettpartiklarna finfördelas i mindre beståndsdelar. Detta förhindrar att mjölken skiktar sig.
- Vitaminisering, där konsumtionsmjölk med en fetthalt upp till 3 procent berikas med D-vitamin[37] för att öka intaget av detta vitamin hos befolkningen. Vitamin D har identifierats som ett av de näringsämnen som många har svårt att få i sig rekommenderade mängder av.
- Pastörisering dödar sjukdomsframkallande och produktförstörande bakterier, virus och andra mikroorganismer. Mjölken hettas upp till 72–74 grader, under 15 sekunder, för att därefter snabbt kylas av. Om man vill framställa en mjölkprodukt med högre hållbarhet hettas mjölken upp till 140 grader under 2–4 sekunder, via en så kallad ultrapastörisering (UHT).[21]

### Förpackning och återvinning
Mjölken förpackas ofta antingen i en glasflaska, plastflaska eller i en pappförpackning. En mjölkförpackning av papper källsorteras som pappersförpackning, när mjölken är konsumerad. Eventuell skruvkork källsorteras som hårdplastförpackning.
Mjölk säljs även i lösvikt i vissa länder, och kan då pytsas upp i kärl som kunden själv har med sig, alternativt i pantflaskor. I Sverige förekommer det främst i samband med lokalproducerad mjölk i lokala butiker.

### Mjölkkonsumtion i kg per invånare
| Nr  | Land          | 2007 | 2022 |
| --- | ------------- | ---- | ---- |
| 1.  | Finland       | 361  | 430  |
| 2.  | Sverige       | 356  | 341  |
| 3.  | Nederländerna | 320  | 341  |
| 4.  | Indien        | 316  |      |
| 5.  | Grekland      | 315  |      |
| 6.  | Montenegro    | 306  |      |
| 7.  | Litauen       | 303  | 295  |
| 8.  | Danmark       | 296  |      |
| 9.  | Albanien      | 281  | 303  |
| 10. | Rumänien      | 266  |      |
|     | Montenegro    |      | 349  |
|     | Schweiz       |      | 318  |
|     | Irland        |      | 291  |
|     | Kazakstan     |      | 288  |
|     | Estland       |      | 284  |

Källor:

## Mjölk och hälsa
I epidemiologiska studier och metastudier har det visat sig att en kost som innehåller mjölk och mjölkprodukter är kopplad till minskad risk för benskörhet och hjärtkärlsjukdomar, inklusive diabetes typ 2 och stroke.
I epidemiologiska studier har det visat sig att de länder där man konsumerar mycket mejerivaror också är de länder som har högst dödlighet i prostatacancer. En hypotes om sambandet är att kalciumet i mjölken kan ha negativ verkan på D-vitaminernas positiva effekter.

## Mjölk i kulturen
Den 1 juni 2001 startade FN:s livsmedels- och jordbruksorganisation, FAO (Food and Agriculture Organization), firandet av mjölkens dag (World Milk Day). Mjölkens dag infaller 1 juni varje år. Då många länder redan firade mjölken under denna dag, beslutades att göra den till officiella mjölkens dag.